# 労働者文学会
労働者文学会（ろうどうしゃぶんがっかい）は、日本の文学団体である。
1979年、日本労働組合総評議会（総評）傘下労働組合の文学サークル参加者や、総評文学賞入選者が中心となり、労働者文学会議が結成された。2006年、労働者文学会に改称。
1979年、雑誌『労働者文学』創刊号を発行。2024年末時点で、年1回発行、通巻93号。
1988年第1回労働者文学賞を実施、以来毎年1回数人の受賞者を発表する。